# Anthurium bayae
Anthurium bayae Croat, 2006 è una pianta della famiglia delle Aracee, endemica della Colombia.